# Fancymusic
«FancyMusic» (написание в фирменном стиле — «FANCYMUSIC») — российская фирма звукозаписи (рекорд-лейбл), основанная Сергеем Красиным. Согласно официальному сайту, направлением деятельности является «издание новой актуальной музыки различных направлений [...] для широкого спектра современных российских композиторов», в том числе создание основы для появления новых имён. Ориентация исключительно на авторскую музыку соотечественников явно подчёркивается владельцем лейбла.
В числе композиторов, чья музыка издаётся на лейбле — представители разных стилистических областей и разного уровня известности, в том числе Сергей Ахунов, Антон Батагов, Леонид Десятников, Георгий Дорохов, Сергей Загний, Павел Карманов, Дмитрий Курляндский, Александр Маноцков, Владимир Мартынов, Сергей Невский, Эльмир Низамов, Владимир Раннев, Антон Светличный, Алексей Сысоев, Александр Хубеев, Борис Юхананов, Игорь Яковенко и прочие. Среди музыкантов, записывавшихся компанией в разное время — Алексей Борисов, Вячеслав Гайворонский, Анатолий Герасимов, Константин Гурьянов, Пётр Ившин, Антон Котиков, Алексей Круглов, Алексей Наджаров, Пётр Отоцкий, Аркадий Пикунов, Сергей Полтавский, Юрий Фаворн, OpenSoundOrchestra и др.. Регулярно принимают участие в записях и иностранные музыканты (эстонский гитарист Яак Соояар, немецкий Ensemble Mosaik и т.д.). Многие из них совмещают в рамках работы с лейблом композиторские и исполнительские функции.
По состоянию на 8 марта 2024 года в каталоге лейбла — 214 релизов.
Помимо издательской деятельности, лейбл регулярно проводит концертные презентации, шоу-кейсы, мини-фестивали и иные мероприятия, результатом которых нередко становится появление новых творческих союзов.

## Стилистика и звучание
Лейбл издаёт музыку разных направлений, основными в числе которых являются современные академическая музыка и авторский джаз, близкий к свободно-импровизационной форме. Исторически появлением в каталоге первого направления лейбл обязан личным связям в среде академических композиторов музыканта и актёра Юрия Лобикова, чья музыка была издана на первом релизе компании. Расширение в сторону джаза состоялось благодаря дружеским взаимоотношениями Сергея Красина с Араиком Акопяном, арт-директором крупнейшего в России джазового Клуба Алексея Козлова. Стилистический спектр дополняется классической академической музыкой, электроникой, рок- и поп-музыкой.
Ряд изданий лейбла имеет нестандартный и экспериментальный характер, меняющий суть издаваемого произведения (как, например, издание работы Владимира Раннева «Prose» - аудиоверсии театральной постановки, в которой музыкальная составляющая изначально не соответствовала визуальной и потому, представленная отдельно, не соответствует сути произведения сколько-то однозначно).
Лейбл декларирует единство подачи материала (стиль и концепцию оформления альбомов), наследующее идеологии компании ECM Records. По утверждению владельца лейбла, для всех записей обязателен максимально «чистый и прозрачный звук, свободный и воздушный». В оформлении (при подборе шрифтов, абзацев, отступов и т.п.) используются принципы золотого сечения.
Разноплановая стилистика издаваемой музыки определяет использование в записях широкого спектра инструментов, включая не только набор, традиционный для джаза и академического искусства, и не только различные средства электронной обработки, но и экзотические этнические инструменты: в их числе национальные флейты (японская сякухати,  индийская бансури, ирландская вистл), австралийский диджериду, русская глиняная свистулька, армянский дудук и т.п.. 

## Премии, награды, профессиональное признание
В 2014 году Сергей Красин был номинирован на учреждённую Артемием Троицким премию «Степной Волк» в номинации «Катализатор».
В 2015-2018 гг. восемь релизов лейбла были номинированы на премию «International Classical Music Awards» :
- 2015: Борис Филановский, «play.list» (FANCY031, 2014)
- 2015: Владимир Раннев, «Two Acts» (FANCY047, 2014)
- 2015: Павел Карманов, «Get In!» (FANCY051, 2014)
- 2016: Антон Батагов, «I Fear No More» (FANCY062, 2015)
- 2017: Павел Карманов, «Innerlichkeit» (FANCY077, 2016)
- 2018: Сергей Ахунов, «Sketches» (FANCY084, 2016)
- 2018: Пётр Главатских, «The Unfound Sound» (FANCY090, 2017)
- 2018: Антон Батагов: «Where We Are Not. Letters of Mother Seraphima» (FANCY096, 2017)

В 2021 году Международной премии за лучшую аудиозапись произведений российской академической музыки «Чистый звук», учреждённой Российским музыкальным союзом, были удостоены сразу три релиза лейбла:
- премия I степени в номинации «Опера»: Дмитрий Курляндский, «Octavia. Trepanation» (FANCY139, 2019)
- премия III степени в номинации «Опера»: Александр Маноцков, «52» (FANCY149, 2019)
- премия II степени в номинации «Камерная инструментальная музыка, ансамбль»: Divertissement Chamber Orchestra, «White Balance» (FANCY161, 2020)

## Дистрибуция
Продукция лейбла на физических носителях постоянно представлена в магазинах Москвы и Петербурга, но только в формате CD, так как от издания виниловых пластинок лейбл принципиально отказывается. При этом доставка дисков при заказе с сайта выполняется в пределах всего мира бесплатно, как инструмент культурной пропаганды. Цифровые релизы доступны на большинстве распространённых платформ, а само дублирование физических носителей цифровыми версиями лейбл считает единственно возможным в современных реалиях.

## Взаимоотношения с артистами и финансовые показатели
При основании лейбла выход на прибыльность изначально не предполагался, и до определённого момента лишь один из релизов лейбла, альбом Антона Батагова, принёс прибыль с продаж. Финансирование деятельности лейбла ведётся из личных средств владельца, при этом прямые расходы по выпуску конкретного альбома могут достигать суммы 150 тысяч рублей.
Лейбл принципиально издаёт музыку в полном соответствии с российскими и международными нормами в отношении авторских прав, заключает прямые договора с артистами в отношении каждого релиза и разделяет с композиторами и исполнителями выручку от продаж.

## Избранные релизы из каталога лейбла

Обложка первого релиза лейбла

Хронологически первый релиз лейбла, состоявшийся 12 декабря 2012 года в цифровом формате — запись музыки Красина и Юрия Лобикова (Георгия Закревского).
Первый диск, изданный лейблом на физическом носителе — альбом квартета «Живые Люди» (Live People Quartet) под названием «The Movement» (FANCY009, 2013).
Пятидисковый комплект с оперным сериалом Электротеатра Станиславский «Сверлийцы» со студийными записями опер начал продаваться лейблом в театре непосредственно в день премьеры.
Альбом «16–07» саксофониста Алексея Круглова стал следствием фестиваля «Немое кино – живая музыка», где происходила «живая» импровизационная озвучка кинофильмов.
Трибьют Михаилу Лермонтову «Лермонтов 200 по встречной» (идея и воплощение — Юрий Лобиков) потребовала создания и записи за три месяца 32 треков.
Работа над изданием оперы Дмитрия Курляндского «Носферату» под управлением Теодора Курентзиса шла несколько лет и потребовала заключения специальных соглашений с компанией Sony Classical, чьим эксклюзивным артистом является этот дирижёр.
Средства на издание диска Леонида Десятникова «Incidental», которое готовилось три года, были случайно найдены в Каннах во время ужина продюсера Раисы Фоминой с Франсуа Озоном.
Перевыпуск альбома Антона Батагова «Избранные письма Сергея Рахманинова» на CD (с мировой дистрибьюцией) был выполнен совместно лейблом FancyMusic и фирмой грамзаписи «Мелодия».

## Музыка лейбла в произведениях искусства
В 2019 году вышел в прокат документальный фильм «Сорокин Трип» (режиссёр — Илья Белов, авторы сценария — Антон Желнов и Юрий Сапрыкин), посвящённый творчеству писателя Владимира Сорокина, весь саундтрек к которому составлен из каталога «FancyMusic».

## Персонал и студии

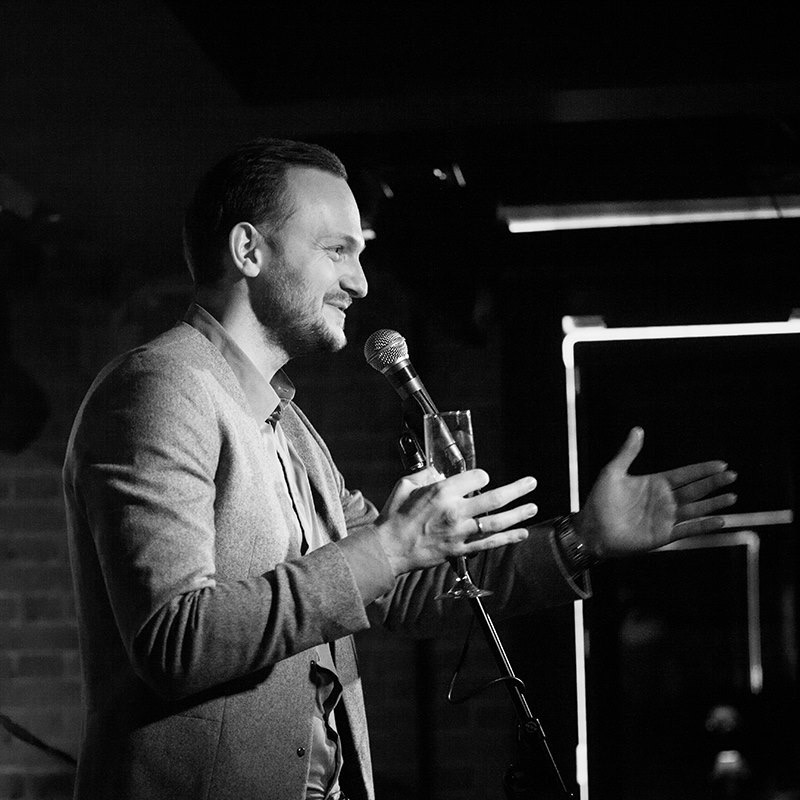
Сергей Красин, основатель лейбла FANCYMUSIC

Продюсер абсолютного большинства релизов лейбла — Сергей Красин (по основной работе — экономист). Сопродюсерами изданий в разное время выступали Раиса Фомина, Алексей Гориболь и другие.
В числе звукорежиссёров, с которыми работает лейбл — Алексей Барашкин, Юрий Богданов, Руслан Зайпольд, Андрей Левин, Алексей Титов, Максим Хайкин и др. Основным звукорежиссёром лейбла при этом является Александр Михлин.
Лейбл не имеет собственной студии звукозаписи и сотрудничает с разными локациями для записи программ. В их числе как профессиональные студийные комплексы, так и действующие концертные площадки, запись на которых может вестись во время живого выступления или в отсутствие публики (малый зал Московской государственной консерватории, московский Культурный центр ДОМ и т.п.). Записи живых концертов иногда ведутся в отдалённых городах (так, опера Александра Маноцкова «Бойе» записана в Красноярске).